# 伊日·哈夫利斯
伊日·哈夫利斯（捷克語：Jiří Havlis，1932年11月16日—2010年1月31日），捷克男子赛艇运动员。他曾代表捷克斯洛伐克参加1952年夏季奥林匹克运动会赛艇比赛，获得男子四人单桨有舵手金牌。